# Рудник Дель-Франко
Рудник Дель-Франко (del Franco) – колишнє італійське гірничодобувне підприємство на острові Ізола-дель-Джильйо, що лежить у Тірренському морі за сім десятків кілометрів на південь від Пйомбіно.
Існують відомості, що гірнича активність, спрямована на видобуток заліза, тривала в районі копальні Франко ще в часи етрусків та римлян.
У 1881-му кілька англійських підприємців організували тут видобуток піритів (сульфід заліза, тривалий час був головною сировиною для отримання сульфатної кислоти), при цьому діяльність сучасної копальні почалась зі штолень в районі Дель-Аллюмо (dell’Allumo).
Початок повномасштабної розробки родовища піритів припав на 1938 рік, коли узялись за будівництво шахти «Санта-Барбара», яка знаходиться північніше від Дель-Аллюмо неподалік узбережжя затоки Дель-Кампезе. Проект реалізувала компанія Mineraria Tirrenia, проте невдовзі події Другої світової війни призвели до зупинки видобутку.
В 1947-му рудник придбала компанія Montecatini – італійський хімічний гігант, який також володів рядом потужних піритових копалень на материку (Гаворрано, Бочеджано, Ніччолета). В 1962-му Montecatini запустив у Скарліно потужний хімчний комплекс, в основі технологічного ланцюжка якого лежало використання піритів, при цьому того ж 1962-го копальня Дель-Франко була закрита. Останнє пояснювалось тим, що з моменту повторного запуску рентабельну роботу рудника забезпечували державні субсидії, для чого діяльність на Дель-Франко класифікували як розвідувальну, а не видобувну.
Особливістю рудника Дель-Франко була система транспортування готової продукції – від шахти «Санта-Барбара» руду транспортували канатною дорогою, опори завершальної ділянки якої знаходились вже у морі в затоці Дель-Кампезе та дозволяли завантажувати продукцію на судна без використання традиційних портових споруд (можливо відзначити, що подібна система не була унікальною, наприклад, ще на початку 20 століття пряме завантаження суден облаштували для алжирської залізорудної копальні Брейра). 
В 1976-му споруди рудника Дель-Франко демонтували, щоб звільнити місце для споруд туристично-розважального призначення. Втім, наразі ще можливо спостерігати у морі залишки системи транспортування руди.

## Зовнішні матеріали
Це відеоматеріал висвітлює роботу копальні, зокрема, ілюструє систему завантаження руди на судна.